# 14. zračnopristajalna brigada (Združeno kraljestvo)
Za druge 14. brigade glej 14. brigada.
14. zračnopristajalna brigada (izvirno angleško 14th Air-Landing Brigade) je bila zračnopristajalna enota Britanske kopenske vojske med drugo svetovno vojno.

## Zgodovina
Brigada je bila ustanovljena leta 1942; ustanovni bataljonu so bili 2. bataljon Kraljevega polka, 4. rajputanskih strelcev in 2. bataljona Črne straže.